# Władimir Todres
Władimir Zacharowicz Todres (Selektor) (ros. Владимир Захарович Тодрес (Селектор), ur. 18 marca 1897 we wsi Maszurino w guberni jekaterynosławskiej, zm. 2 lutego 1959 w Moskwie) – radziecki działacz partyjny.

## Życiorys
Podczas wojny domowej w Rosji służył w Armii Czerwonej, został ranny i odesłany na leczenie, 1920 był redaktorem gazety w Aleksandrii w guberni chersońskiej. Od 1920 należał do RKP(b), 1920-1922 kierował Oddziałem Rosyjskiej Agencji Telegraficznej przy Radzie Komisarzy Ludowych RFSRR w Krasnodarze i Rostowie nad Donem, 1922 został zastępcą kierownika Wydziału Agitacyjno-Propagandowego Dońskiego Komitetu Obwodowego RKP(b), potem do 1928 był zastępcą redaktora gazety "Mołot" w Kraju Północnokaukaskim. W latach 1928–1930 kierował Wydziałem Kultury i Propagandy Leninizmu Terskiego Komitetu Okręgowego WKP(b), od 1930 był zastępcą kierownika Wydziału Agitacji i Kampanii Masowych Północnokaukaskiego Komitetu Krajowego WKP(b), potem kierownikiem sektora Wydziału Agitacji i Kampanii Masowych KC WKP(b) i do 1933 kierownikiem sektora Wydziału Rolnego KC WKP(b). W latach 1933–1935 był sekretarzem odpowiedzialnym Wszechzwiązkowego Komitetu Przesiedleńczego przy Centralnym Komitecie Wykonawczym (CIK) ZSRR, 1935-1937 II sekretarzem Komitetu Obwodowego KP(b)U, od kwietnia 1937 I sekretarzem Mołdawskiego Komitetu Obwodowego KP(b)U, a od 3 czerwca do 30 sierpnia 1937 członkiem KC KP(b)U.
12 sierpnia 1937 został aresztowany, 11 października 1939 skazany na 8 lat pozbawienia wolności, 8 marca 1947 skazany na zesłanie do obwodu tiumeńskiego, a 26 listopada 1949 skazany na zesłanie do Kazachskiej SRR, 21 maja 1955 zwolniony.